# Paul Spruth
Paul Spruth (* 15. November 1902 in Siegen; † 9. Juli 1971 in Unna) war ein westfälischer Heimatschriftsteller.

## Leben
Paul Spruth kam aus einer Siegener Kaufmannsfamilie (Eisen- und Hüttenprodukte). Noch in den Weimarer Jahren fand er eine Anstellung als Lehrer und heiratete 1932. In der Folge erweiterte sich die Familie um drei Kinder: zwei Söhne und eine Tochter. Politisch orientierte Spruth sich nun an der NSDAP, der er mit dem Ende der 1933 in Kraft tretenden Eintrittsperre 1937 auch beitrat. Berufsfachlich hatte er sich bereits 1934 im NS-Lehrerbund organisiert. 1938/39 wurde er Soldat der Wehrmacht. An verschiedenen Orten der Westfront eingesetzt, kam er noch Anfang März 1945 an die inzwischen im Deutschen Reich gelegene Ostfront, wo er von US-Truppen gefangen genommen wurde.
Nach seiner Freilassung zog die Familie 1947/48 von ihrem bisherigen Wohnort Soest nach Unna. Dort unterrichtete Spruth nun als Studienrat am Mädchengymnasium, der Annette-von-Droste-Hülshoff-Schule, die Fächer Deutsch, Geschichte und evangelische Religion. In Unna gründete er die literarische Gesellschaft Vereinigung der Freunde Wilhelm Raabes. Ab Beginn der 1950er Jahre publizierte Spruth eigene belletristische Texte.

## Schriften
- Eilike von Unna. Bild eines jungen Mädchens aus unserer Zeit. Novelle. Unna: Rubens, 1950 [Illustr.]
- Zur Ernte hin. Gedichte und Sprüche. Siegen: Schneider, 1956
- Die Judenbuche. Eine Betrachtung für den Deutschunterricht. Lübeck: Matthiesen, 1966
- Herzog Maelo. Ein tapferer Germane aus unserer Heimat. Münster: Aschendorff, 1961
- Begegnungen mit Blumen. Gedichte. Wien: Europ. Verlag, 1971.
- Mitteilungen der Raabe-Gesellsch. 42, 1955: Zur Psychologie des Apothekers Philipp Kristeller und dem Obersten Don Agostin Agonista in Raabes Novelle „Zum wilden Mann“
- Mitteilungen der Raabe-Gesellsch. 43, 1956: Zu Raabes Auffassung von Beruf und Leben
- Mitteilungen der Raabe-Gesellsch. 45, 1958: Stopfkuchen. Raabes bestes Buch?
- Dortmunder Vorträge, H. 95 [um 1960:] Die beiden Nobelpreisträger für Literatur M.A. Asturias und Y. Kawabata in ihrer Bildsprache
- Jb. der Raabe-Gesellsch. 1971: Eilike. Eine Mädchengestalt bei Wilhelm Raabe
- Die Rettung. Tagebuch einer Flucht. Verlag Heiligenwalde, Unna 2002; hrsg. Geschw. Spruth